# Hoslovice
Hoslovice falu és önkormányzat (obec) Csehország Dél-csehországi kerületének Strakonicei járásában. Területe 10,78 km², lakosainak száma 194 (2008. 12. 31). A falu Strakonicétől mintegy 13 km-re délnyugatra, České Budějovicétől 57 km-re északnyugatra, és Prágától 111 km-re délnyugatra fekszik.
A település első írásos említése 1352-ből származik.

## Az önkormányzathoz tartozó települések
- Hoslovice
- Hodějov
- Škrobočov

## Népesség
A település népessége az elmúlt években az alábbi módon változott:
| Lakosok száma | 666  | 712  | 699  | 429  | 263  | 180  | 164  | 164  | 163  | 171  |
|               | 1869 | 1890 | 1921 | 1950 | 1980 | 2001 | 2017 | 2019 | 2022 | 2024 |